# Rucheng, Guangdong
Rucheng (kinesiska: 乳城) är en köping i sydöstra Kina. Den ligger i Ruyuan autonoma härad för yao-folket i staden Shaoguan i provinsen Guangdong, omkring 180 kilometer norr om provinshuvudstaden Guangzhou. Antalet invånare är 76 437. Befolkningen består av 37 820 kvinnor och 38 617 män. Barn under 15 år utgör 18,0 %, vuxna 15-64 år 73 %, och äldre över 65 år 7,0 %.